# Esteban Cambiasso
Esteban Cambiasso Matías Deleau (n. 18 august 1980, Buenos Aires, Argentina) este un fotbalist argentinian retras din activitate care a evoluat pe postul de mijlocaș defensiv.

## Începutul carierei

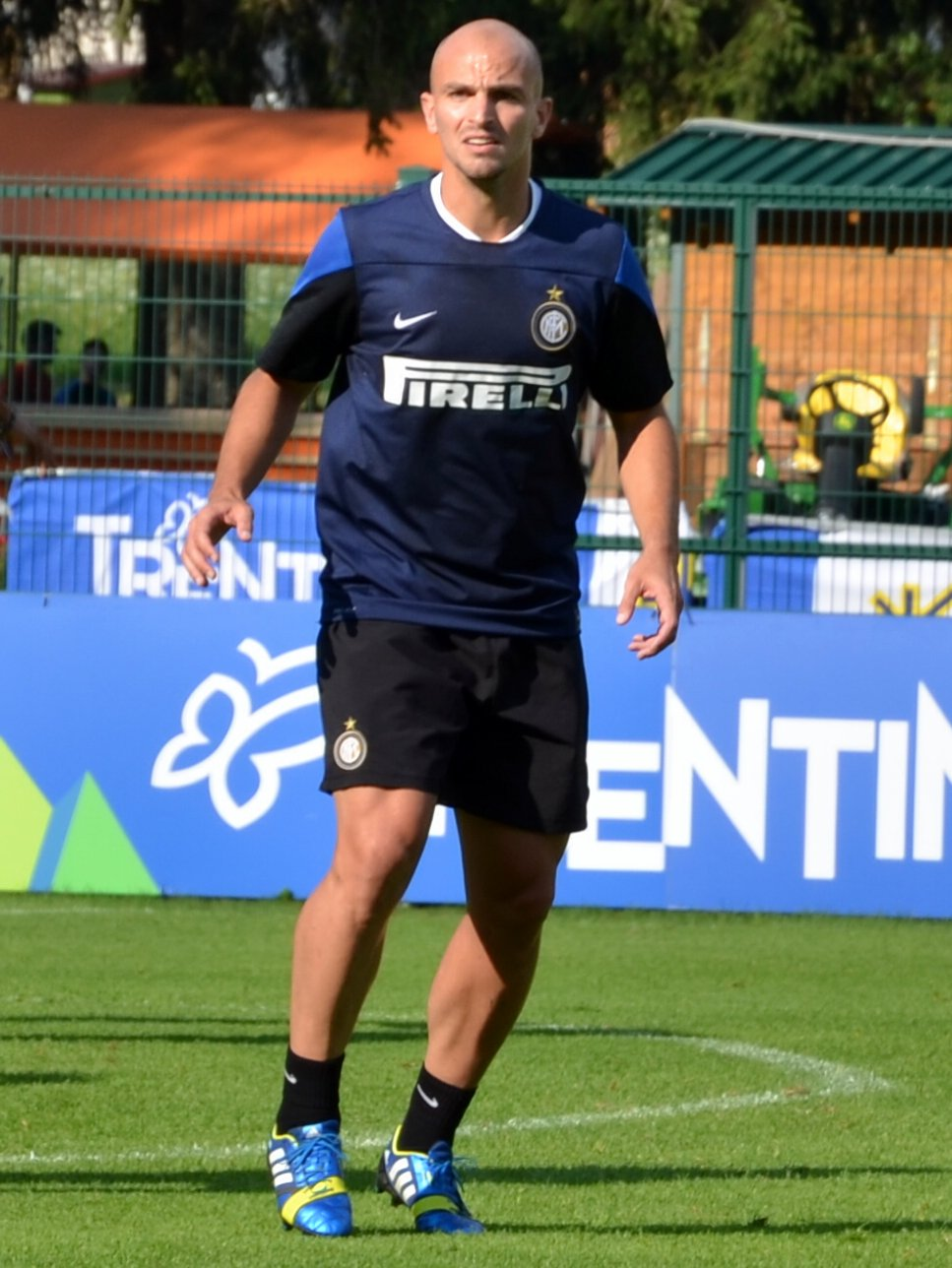
Cambiasso la Inter în 2013

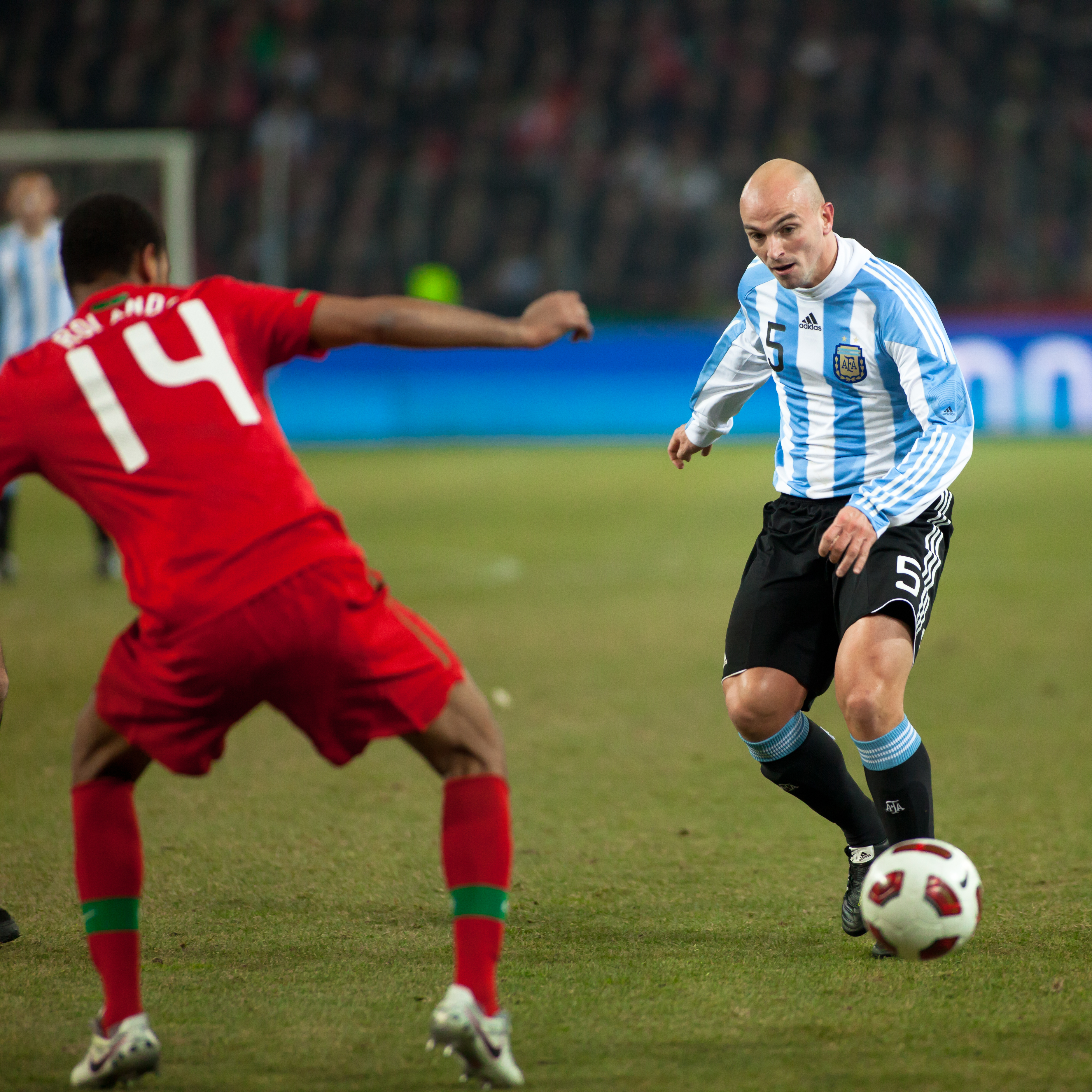
Esteban Cambiasso într-un meci dintre Argentina și Portugalia, în Geneva, Elveția, pe 9 februarie 2011

Cambiasso și-a început cariera de fotbalist profesionist cu echipa de fotbal Argentinos Juniors în 1995,iar apoi a plecat la Real Madrid B în 1996.
În 1998,a revenit în Argentina, unde a jucat pentru trei ani la Independiente și un an la River Plate. Cu o bună experiență,el sa întors la Real Madrid în 2002. El a ajutat galacticii să câștige Supercupa Europei în 2002, La Liga și Cupa Intercontinentală în 2003, și Supercupa Spaniei în 2004.

## Internazionale

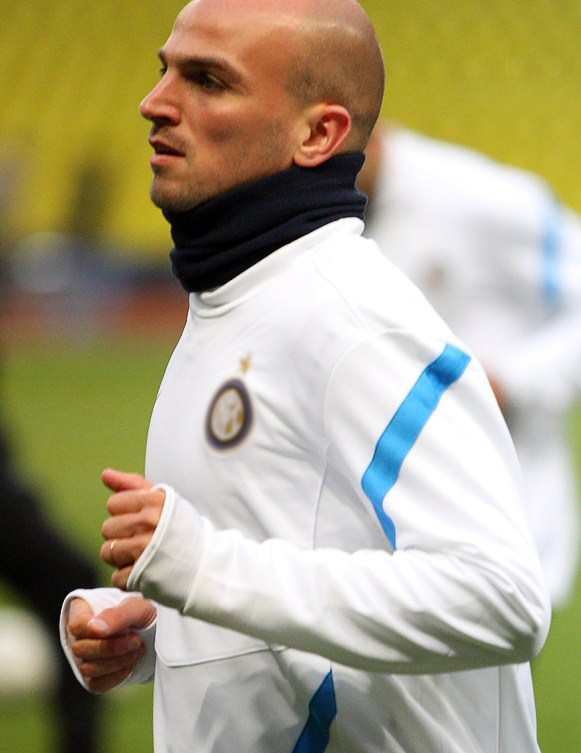
Cambiasso antrenându-se cu Internazionale

În iulie 2004, Cambiasso a semnat cu Internazionale Milano după ce contractului său cu Real Madrid, a expirat în iunie 2004. El a ajutat pe Internazionale la câștigarea Cupei italiane în primul său sezon la club, jucând regulat ca mijlocaș defensiv, în parteneriat,cu mijlocașul central, argetinianul Juan Sebastián Verón. În Italia, el a devenit cunoscut ca unul dintre jucătorii restanți al sezonului 2004-05, împreună cu mijlocașul lui AC Milan, Kaká.
În timpul meciului din finala din 2006 a Cupei Italiei, Cambiasso a marcat un gol impresionant,în prima parte a meciului,câștigat cu 3-1 împotriva formației A.S. Roma. La data de 30 septembrie 2006, el a marcat de două ori în jocul de deschidere al sezonului, cu Inter învingând formația ACF Fiorentina cu scorul de 3-2. La data de 23 martie 2009, a fost anunțat că Inter Milano și Cambiasso a venit să discute despre un contract de reînnoire care acum expiră în 2014.

## Cariera internațională

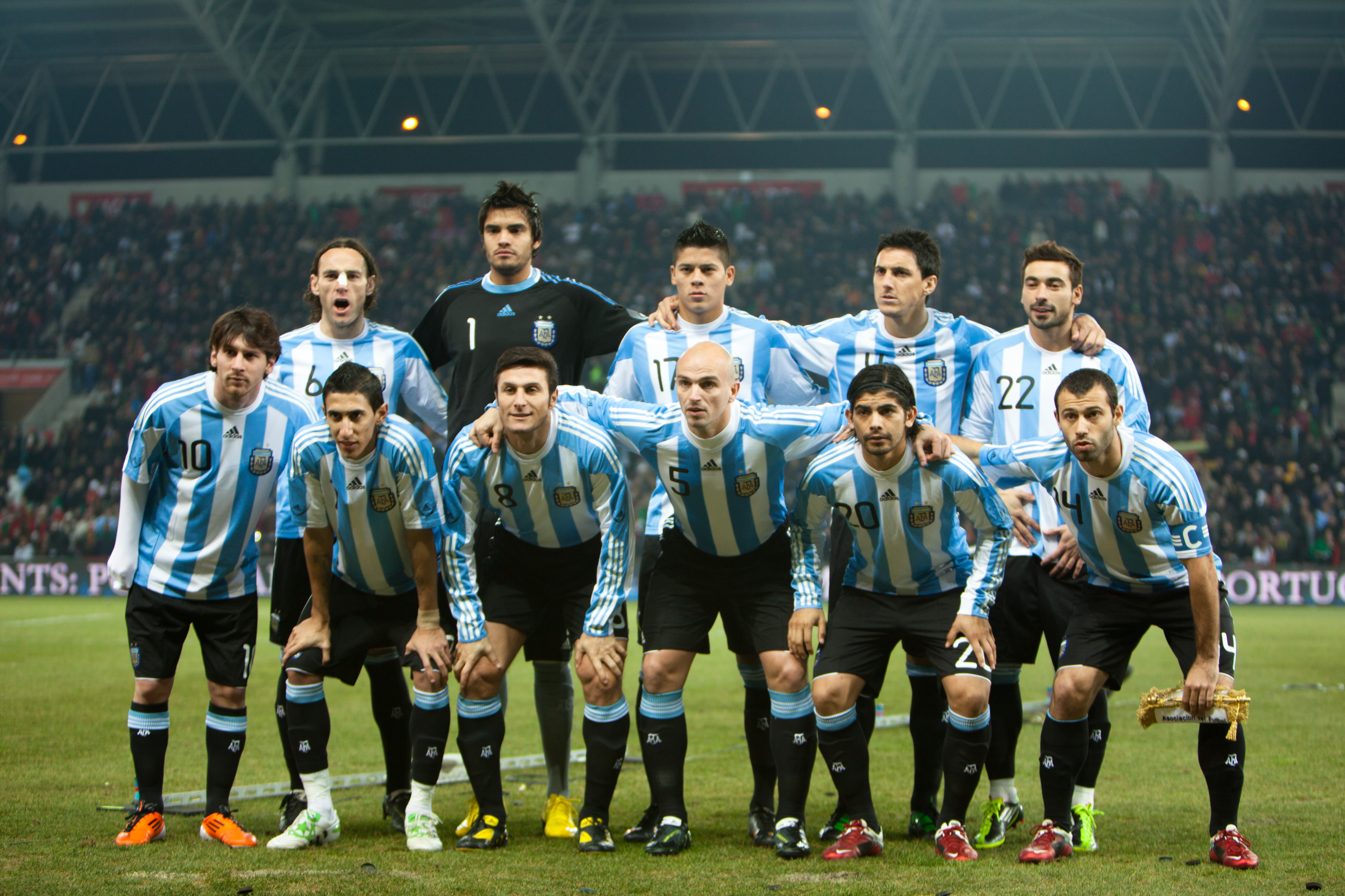
Esteban Cambiasso în componența de start a Argentinei contra Portugaliei în 2011

Cambiasso a reprezentat pentru prima dată Argentina la echipele de tineret. El a fost în echipa de tineret a Argentinei pentru Campionatul Mondial de Fotbal sub 20 din 1997, unde a marcat primul gol în finală, el fiind cel mai tânăr jucător din echipă și căpitanul echipei Argentinei în ediția din 1999.
Cambiasso a debutat pentru naționala de seniori în 2000. A jucat în naționala Argentinei și la Cupa Mondială din 2006.
Când Maradona a primit postul de antrenor al naționalei de fotbal a Argentinei, Cambiasso nu a mai fost chemat la națională, dar a continuat să joace la Internazionale Milano afirmându-și statutul de cel mai bun mijlocaș central din Europa.

### Goluri internaționale
| #  | Data               | Stadion                                                 | Adversar                   | Scor  | Rezultat | Competiția                                             |
| -- | ------------------ | ------------------------------------------------------- | -------------------------- | ----- | -------- | ------------------------------------------------------ |
| 1. | 21 iunie 2005      | Frankenstadion, Nürnberg, Germania                      | Germania                   | 2 – 2 | 2–2      | Cupa Confederațiilor FIFA 2005                         |
| 2. | 16 iunie 2006      | WM Stadion Gelsenkirchen, Gelsenkirchen, Germania       | Serbia și Muntenegru       | 2 – 0 | 6–0      | Campionatul Mondial de Fotbal 2006                     |
| 3. | 5 iunie 2007       | Camp Nou, Barcelona, Spain                              | Algeria                    | 3 – 2 | 4–3      | Meci amical                                            |
| 4. | 10 septembrie 2008 | Estadio Monumental "U", Lima, Peru                      | Peru                       | 1 – 0 | 1–1      | Calificările pentru Campionatul Mondial de Fotbal 2010 |
| 5. | 26 martie 2011     | New Meadowlands Stadium, East Rutherford, Statele Unite | Statele Unite ale Americii | 1 – 0 | 1–1      | Meci amical                                            |

## Statistici de club
La 5 aprilie 2014.
|           |                |                  | Campionat | Campionat | Cupă         | Cupă         | Continental    | Continental    | Total   | Total  |
| Sezon     | Club           | Campionat        | Meciuri   | Goluri    | Meciuri      | Goluri       | Meciuri        | Goluri         | Meciuri | Goluri |
| Argentina | Argentina      | Argentina        | League    | League    | Cup          | Cup          | America de Sud | America de Sud | Total   | Total  |
| --------- | -------------- | ---------------- | --------- | --------- | ------------ | ------------ | -------------- | -------------- | ------- | ------ |
| 1998–99   | Independiente  | Primera División | 27        | 3         |              |              |                |                | 27      | 3      |
| 1999–00   | Independiente  | Primera División | 36        | 6         |              |              |                |                | 36      | 6      |
| 2000–01   | Independiente  | Primera División | 35        | 5         |              |              |                |                | 35      | 5      |
| 2001–02   | River Plate    | Primera División | 37        | 12        |              |              |                |                | 37      | 12     |
| Spain     | Spain          | Spain            | League    | League    | Copa del Rey | Copa del Rey | Europa         | Europa         | Total   | Total  |
| 2002–03   | Real Madrid    | La Liga          | 24        | 0         | 5            | 0            | 10             | 0              | 39      | 0      |
| 2003–04   | Real Madrid    | La Liga          | 17        | 0         | 4            | 1            | 5              | 0              | 26      | 1      |
| Italy     | Italy          | Italy            | League    | League    | Coppa Italia | Coppa Italia | Europa         | Europa         | Total   | Total  |
| 2004–05   | Internazionale | Serie A          | 30        | 2         | 3            | 0            | 11             | 0              | 44      | 2      |
| 2005–06   | Internazionale | Serie A          | 34        | 5         | 3            | 1            | 10             | 0              | 47      | 6      |
| 2006–07   | Internazionale | Serie A          | 21        | 3         | 4            | 1            | 2              | 1              | 27      | 5      |
| 2007–08   | Internazionale | Serie A          | 33        | 6         | 2            | 0            | 8              | 2              | 42      | 8      |
| 2008–09   | Internazionale | Serie A          | 35        | 4         | 3            | 1            | 8              | 0              | 46      | 5      |
| 2009–10   | Internazionale | Serie A          | 30        | 3         | 4            | 0            | 12             | 1              | 47      | 4      |
| 2010–11   | Internazionale | Serie A          | 30        | 7         | 4            | 0            | 7              | 1              | 39      | 8      |
| 2011–12   | Internazionale | Serie A          | 37        | 4         | 2            | 0            | 8              | 1              | 47      | 5      |
| 2012–13   | Internazionale | Serie A          | 33        | 3         | 0            | 0            | 13             | 1              | 46      | 4      |
| 2013–14   | Internazionale | Serie A          | 27        | 4         | 1            | 0            | –              | –              | 28      | 4      |
| Țară      | Argentina      | Argentina        | 135       | 26        |              |              |                |                | 135     | 26     |
| Țară      | Spania         | Spania           | 41        | 0         | 9            | 1            | 15             | 0              | 65      | 1      |
| Țară      | Italia         | Italia           | 310       | 41        | 26           | 3            | 79             | 7              | 424     | 51     |
| Total     | Total          | Total            | 486       | 67        | 34           | 4            | 94             | 7              | 624     | 78     |

## Internațional
La 7 iulie2011.
| Argentina | Argentina | Argentina |
| An        | Meciuri   | Goluri    |
| --------- | --------- | --------- |
| 2000      | 1         | 0         |
| 2001      | 0         | 0         |
| 2002      | 0         | 0         |
| 2003      | 5         | 0         |
| 2004      | 4         | 0         |
| 2005      | 10        | 1         |
| 2006      | 7         | 1         |
| 2007      | 13        | 1         |
| 2008      | 5         | 1         |
| 2009      | 1         | 0         |
| 2010      | 2         | 0         |
| 2011      | 4         | 1         |
| Total     | 52        | 5         |

## Palmares

### Club
River Plate
- Primera División Argentina (1): 2002 Clausura

Real Madrid
- La Liga (1): 2002–03
- Cupa Intercontinentală (1): 2002
- Supercupa Europei (1): 2002
- Supercopa de España (1): 2003

Internazionale
- UEFA Champions League (1): 2009–10
- Serie A (5): 2005–06, 2006–07, 2007–08, 2008–09, 2009–10
- Coppa Italia (4): 2004–05, 2005–06, 2009–10, 2010–11
- Supercoppa Italiana (4): 2005, 2006, 2008, 2010
- FIFA Club World Cup (1): 2010

### Internațional
Argentina
- South American Youth Championship (2): 1997, 1999
- Campionatul Mondial de Fotbal de Juniori (1): 1997

### Individual
- ESM Team of the Year: 2005–06
- Golden Pirate: 2006[6]